# Softride

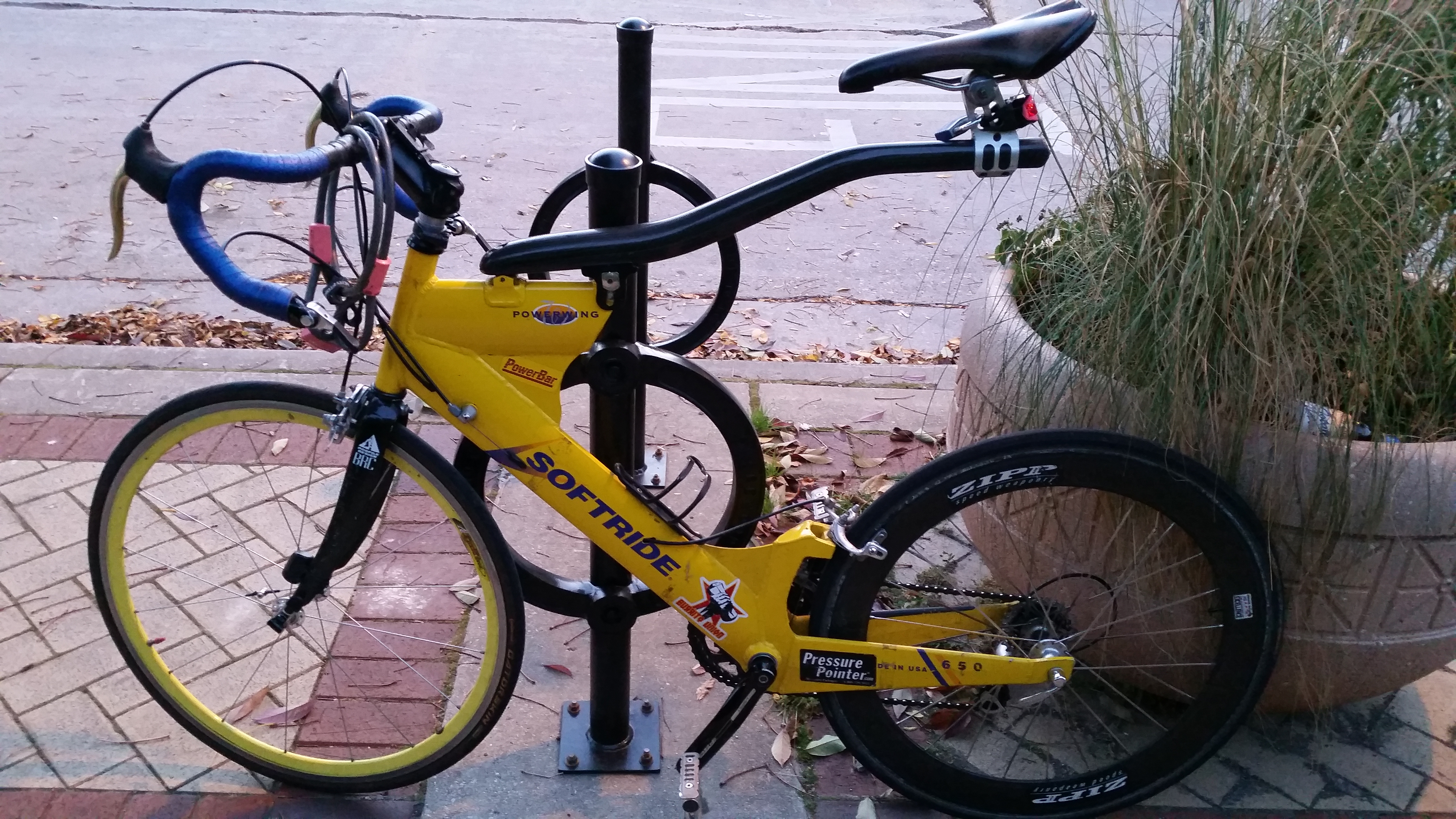
Softride gefedertes Fahhrad

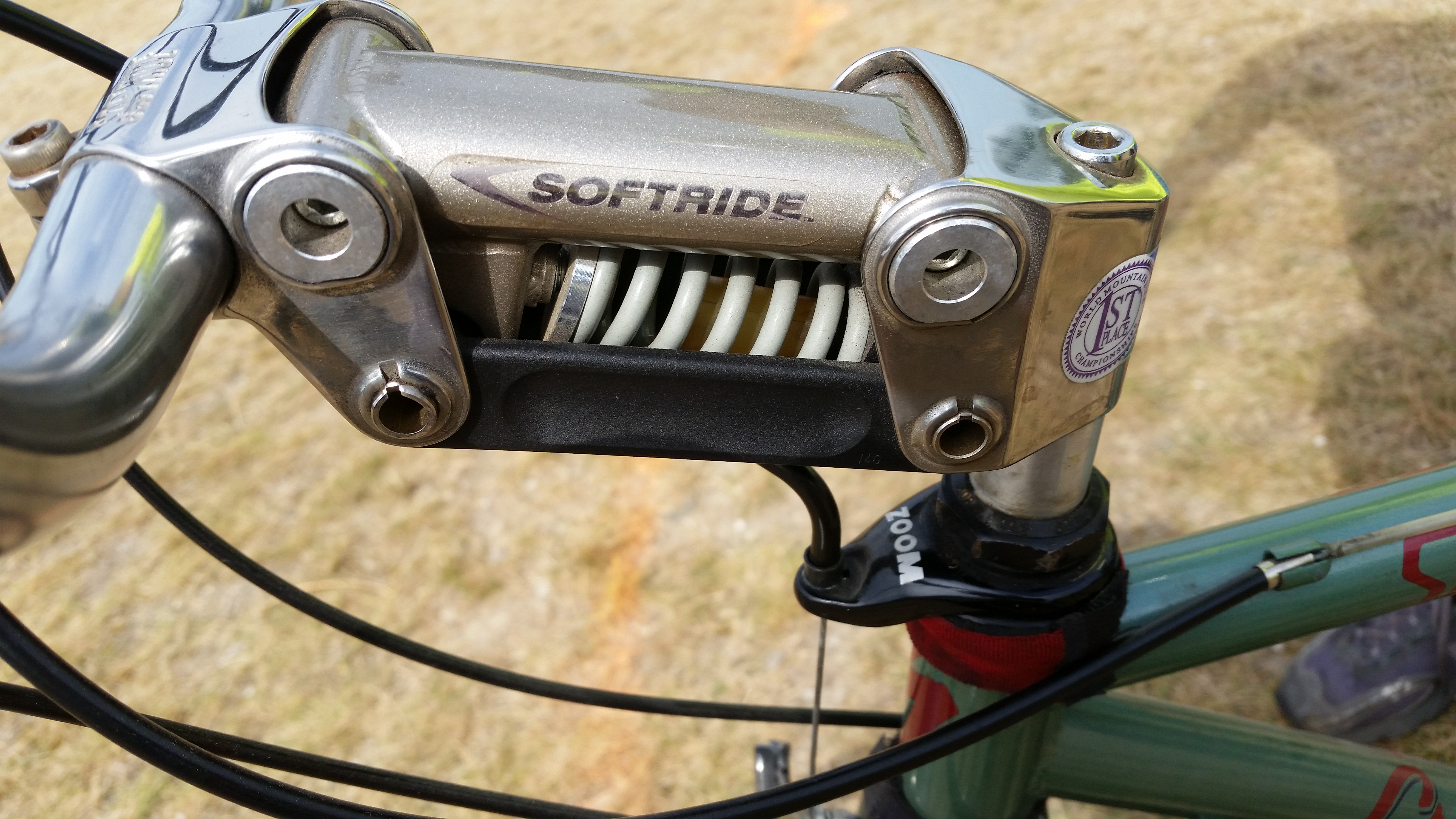
Softride Federelement

Softride ist ein Hersteller von Fahrradträgern aus Bellingham im US-Bundesstaat Washington, der in der Vergangenheit auch Fahrräder hergestellt hat.

## Firmengeschichte
Softride wurde im Jahre 1989 von den Brüdern Jim und Mike Allsop gegründet, um ein rückenschonendes Radkonzept einzuführen. Zunächst wurden Trekkingbikes und MTBs sowie auf dem Parallelogrammprinzip basierende Federvorbauten gefertigt. In internationalen Wettkämpfen wurden Erfolge erreicht. So gewann zum Beispiel Greg Welch 1994 den Ironman Hawaii mit einem Rad der Firma, während Jürgen Zäck in den folgenden Jahren bis 1999 mehrmals den Disziplinweltrekord für die Ironman-Radstrecke verbesserte, der erst 2010 gebrochen wurde. Zudem konzentrierte sich Softride auf Produkte für den OnRoad-Sektor.
Nach einer Reglementänderung der UCI im Jahre 2006 war der Einsatz von „Beam-Bikes“ bei den meisten Radsportveranstaltungen nicht mehr zulässig. In der Folge stellte Softride die Herstellung von Fahrradrahmen ein und produziert heute Fahrradträger.

## Ehemals vom Unternehmen hergestellte Fahrräder
Softride-Räder zählten zu den wenigen Rennsporträdern am Markt, die eine Heckfederung ohne Losbrechmoment bieten. Andere Firmen, die ebenfalls ein solches Fahrwerk anbieten, sind zum Beispiel TitanFlex, CarbonSports, Trek sowie AFH. Die Federung wird durch einen sogenannten „Beam“ (dt.: Ausleger, hier: Sitzschwinge) aus entweder unidirektionalem CFK mit 90°-Zierlage hohl, die auf einer PU-Schicht in einem Aluminium-Halter abgleitet, oder einer Sandwichkonstruktion aus zwei CFK-umhüllten Glasfaserteilen mit strukturellem Schaumkern bewirkt. Die Federsteifigkeit liegt (gemessen ca. 36 mm hinter dem hintersten Punkt des Beams, der aus Sicht der Technischen Mechanik ein Kragarm darstellt) bei ca. 22 Newton/Millimeter.

## Design
Softride legte großen Wert auf ein extravagantes Design der Produkte. Ein Rahmenkit aus dem Jahrgang 2000 wird in einem Nürnberger Museum als Beispiel für gelungenes Produktdesign ausgestellt.

## Firmenstruktur
Softride ist eine Tochtergesellschaft der Allsop Gruppe.